# Gottfried Eckart
Gottfried Eckart (* 23. Mai 1906 in München; † 8. Dezember 1999 ebenda) war ein deutscher Physiker, Elektrotechniker und Hochschullehrer.

## Leben
Eckart studierte Elektrotechnik an der Technischen Hochschule München. Nach dem Erwerb des Diploms setzte er seine Ausbildung in der Tätigkeit bei der Münchner Abteilung des Reichspostzentralamtes fort. Anschließend war er wiederum an der Hochschule von 1929 bis 1933 wissenschaftlicher Assistent am Messtechnischen Labor des Elektrotechnischen Instituts. Im Jahre 1934 promovierte Eckart bei Johann Ossanna mit der Dissertation Studien an Transformatoren unter besonderer Berücksichtigung ihres Verhaltens bei verschiedenen Frequenzen. Er habilitierte sich 1941 im Fach Physik und 1942 wurde ihm die Lehrberechtigung für Hochschulen verliehen.
Von 1943 bis zum Ende des Krieges leitete Gottfried Eckart in Heidelberg das Institut der Reichsstelle für Hochfrequenztechnik, wo er sich unter anderem mit der Ausbreitung und Verstärkung von Hochfrequenzradiowellen und ihrer Anwendungen für die Funknavigation beschäftigte. Seine Forschungen wurde die Dringlichkeitsstufe „SS“ (Sonderstufe) erteilt.
Im Jahre 1951 wurde Eckart als außerordentlicher Professor an die neue Universität des Saarlandes berufen und 1954 wurde er ordentlicher Professor als Leiter des Instituts für angewandte Physik und Elektrotechnik.
Eckart wurde Mitglied der Kommission zur Untersuchung der rundfunkpolitischen Entwicklung im südwestdeutschen Raum deren Einrichtung 1968 von den Landesregierungen
der Länder Saarland, Baden-Württemberg und Rheinland-Pfalz beschlossen worden war.
Im Jahre 1974 wurde Eckart emeritiert.

## Publikationen
- Studien an Transformatoren unter besonderer Berücksichtigung ihres Verhaltens bei verschiedenen Frequenzen. Dissertation, 1934.
- Über die Streuung elektrischer Wellen an Zonen dielektrischer Turbulenz. Beck, München, 1956.
- Die Analyse der Störungen der Dielektrizitätskonstanten dielektrisch turbulenter Zonen mittels Streufeldbeobachtungen. Beck, München, 1956.
- Über die Streuung des Schalles an Wirbeln und turbulenten Zonen in der Atmosphäre. Beck, München, 1958.
- Wellenoptische Behandlung der Strahlung eines magnetischen Dipols in einem eben geschichteten Medium nach der Methode von Epstein. Beck, München, 1960.
- Sonderfragen auf dem Gebiet der kurzwelligen Antennen. Verlag für Sozialwissenschaften, Wiesbaden, 1962.
- Impedanzuntersuchungen an breitbandigen abgeschirmten Spiralenschlitzantennen im dm/cm Wellenbereich. Westdeutscher Verlag, Köln, 1964.
- Über den Rahmeneffekt eines aus vertikalen Linearantennen bestehenden Adcock-Peilers. Verlag der Bayerischen Akademie der Wissenschaften, München, 1972.